# インテルナツィオナーレ・ミラノ (女子)
インテルナツィオナーレ・ミラノ（Football Club Internazionale Milano）は、インテル・ウィメン（Inter Women）とも呼ばれる、イタリアのミラノを本拠地とする女子サッカークラブである。

## 概要
2018年10月23日、男子サッカークラブのFCインテルナツィオナーレ・ミラノが女子セリエBに所属するASDフェンミニーレ・インテル・ミラノのライセンスを引継ぎ、女子チームが設立された。初年度のセリエBを21勝1分無敗で制し昇格を果たして以降、セリエAに在籍し続けている。
2023-24シーズン途中からはホームスタジアムとしてアレーナ・チーヴィカを使用している。

## 成績
| シーズン | 国内リーグ | 国内リーグ | 国内カップ       | 国内カップ |
| -------- | ---------- | ---------- | ---------------- | ---------- |
| 2018-19  | セリエB    | 1位        | コッパ・イタリア | ベスト16   |
| 2019-20  | セリエA    | 7位        | コッパ・イタリア | ベスト16   |
| 2020-21  | セリエA    | 8位        | コッパ・イタリア | ベスト4    |
| 2021-22  | セリエA    | 5位        | コッパ・イタリア | ベスト8    |
| 2022-23  | セリエA    | 5位        | コッパ・イタリア | ベスト4    |
| 2023-24  | セリエA    | 5位        | コッパ・イタリア | ベスト8    |
| 2024-25  | セリエA    | 2位        | コッパ・イタリア | ベスト8    |

## タイトル
- セリエB（英語版）：1回
  - 2018-19

## 現所属メンバー
2024年11月2日現在
注：選手の国籍表記はFIFAの定めた代表資格ルールに基づく。
| No. | Pos. |                  | 選手名                                 |
| --- | ---- | ---------------- | -------------------------------------- |
| 1   | GK   | アイスランド     | セシリア・ラウン・ルーナルスドッティル |
| 3   | DF   | ニュージーランド | ケイティ・ボーウェン                   |
| 4   | MF   | デンマーク       | ソフィー・ユンゲ・ペデルセン           |
| 5   | DF   | スペイン         | イバナ・アンドレス                     |
| 6   | MF   | イタリア         | イレーネ・サンティ                     |
| 7   | FW   | マルタ           | ハレイ・ブゲジャ                       |
| 8   | MF   | イタリア         | マティルデ・パヴァン                   |
| 9   | FW   | イタリア         | エリーザ・ポッリ                       |
| 10  | MF   | アルジェリア     | グティア・カルシュニ                   |
| 12  | GK   | イタリア         | アレッシア・ピアッツァ                 |
| 13  | DF   | イタリア         | ベアトリーチェ・メルロ                 |
| 14  | DF   | イタリア         | キアーラ・ロブステッリーニ             |
| 15  | FW   | イタリア         | アンナマリーア・セルトゥリーニ         |
| 17  | DF   | ハンガリー       | ベアトリクス・フェルデーシュ           |
| 19  | DF   | イタリア         | リーザ・アルボルゲッティ               |

| No. | Pos. |                          | 選手名                   |
| --- | ---- | ------------------------ | ------------------------ |
| 20  | MF   | ベルギー                 | マリー・デトロイエル     |
| 21  | MF   | イタリア                 | マルティーナ・トマゼッリ |
| 23  | MF   | ドイツ                   | リナ・マグル             |
| 24  | DF   | ボスニア・ヘルツェゴビナ | マリヤ・ミリンコヴィッチ |
| 25  | MF   | イタリア                 | パオラ・ファッダ         |
| 26  | DF   | フィンランド             | ヤスミン・マンサライ     |
| 27  | MF   | ハンガリー               | ヘンリエッタ・チサール   |
| 28  | DF   | フランス                 | イラリー・ディアズ       |
| 31  | FW   | ベルギー                 | テッサ・ヴラート         |
| 33  | DF   | イタリア                 | エリーザ・バルトリ       |
| 36  | FW   | イタリア                 | ミケーラ・カンビアーギ   |
| 40  | DF   | イタリア                 | リーディア・コンソリーニ |
| 94  | GK   | イタリア                 | ラケーレ・バルディ       |
| 99  | FW   | スウェーデン             | ロレータ・クラシ         |

## 歴代監督
- セバスティアン・デ・ラ・フエンテ 2018-2019
- アッティーリオ・ソルビ（英語版） 2019-2021
- リータ・グアリーノ（英語版） 2021-2024
- ジャンピエーロ・ピオヴァーニ（英語版） 2024-

## 歴代所属選手
- 三橋眞奈 2022-2023